# Don Barksdale
Pour les articles homonymes, voir Barksdale.
Donald Angelo « Don » Barksdale, né le 31 mars 1923 à Oakland en Californie, et décédé le 8 mars 1993, était un joueur américain de basket-ball.
Il ne put jouer à Berkeley High School, l'entraîneur de l'équipe l'ayant écarté trois années de suite car il ne voulait pas plus d'un seul joueur noir dans l'équipe. Barksdale démontra ses qualités de joueur sur les playgrounds, puis évolua à Marin Junior College, près de la baie de San Francisco, avant d'obtenir une bourse pour intégrer UCLA. Ce pivot d'1,98 m fut le premier afro-américain à être nommé All-American en 1947. En 1948, il devint le premier afro-américain à évoluer avec l'équipe américaine aux Jeux olympiques. À la sortie de l'université, il joua pour une équipe AAU d'Oakland jusqu'à ce qu'une équipe NBA ne l'intègre. En 1951, il signa un contrat lucratif avec les Bullets de Baltimore, intégrant la NBA à l'âge de 28 ans. Sous le maillot des Bullets, il devint le premier afro-américain à participer au NBA All-Star Game en 1953. Peu après, il fut transféré aux Celtics de Boston. Deux ans plus tard, sa carrière de joueur fut abrégée par des problèmes aux chevilles.
Lors de ses années de joueur, il débuta en parallèle une carrière de commentateur radio. En 1948, il devint le premier DJ radio noir de la Baie de San Francisco. Il travailla également à la télévision et fut propriétaire d'un distributeur de bière. À l'issue de sa carrière, il se consacra à la radio, créant son propre label de musique et ouvrit deux discothèques à Oakland. En 1983, il créa la fondation Save High School Sports, apportant une aide aux programmes sportifs à Oakland. Il succomba d'un cancer de la gorge à l'âge de 69 ans.